# Чемпионат СССР по самбо 1976
30-й чемпионат СССР по самбо проходил в Барнауле с 13 по 18 июня 1976 года. В соревнованиях участвовало 156 спортсменов.

## Медалисты
| Весовая категория              | Золото                                  | Серебро                                       | Бронза                                                                              |
| ------------------------------ | --------------------------------------- | --------------------------------------------- | ----------------------------------------------------------------------------------- |
| Наилегчайший вес (до 48 кг)    | Эдуардас Рудас «Динамо» (Каунас)        | Дмитрий Самощук «Труд-2» (Таллин)             | Анатолий Жуланов «Урожай» (Минск) Анатолий Петров «Урожай» (Новочебоксарск)         |
| Легчайший вес (до 52 кг)       | Иосиф Магалашвили «Динамо» (Тбилиси)    | Владимир Дмитриев Вооружённые Силы (Тула)     | И. Соколов «Динамо» (Львов) Н. Колечкин «Динамо» (Ленинград)                        |
| Полулёгкий вес (до 57 кг)      | Валерий Тимофеев «Динамо» (Красноярск)  | Леонид Костин «Динамо» (Киров)                | Халим Гареев «Труд» (Иркутск) В. Каплич «Динамо» (Мелитополь)                       |
| Лёгкий вес (до 62 кг)          | Геннадий Бирюков «Локомотив» (Липецк)   | Николай Стыров «Динамо» (Москва)              | Арамбий Емиж Вооружённые Силы (Майкоп) Евгений Погорелов «Динамо» (Волгоград)       |
| 1-й полусредний вес (до 68 кг) | Константин Герасимов «Динамо» (Саратов) | А. Солдатов «Труд» (Чебоксары)                | А. Баженов «Труд» (Владимир) Михаил Левицкий «Динамо» (Львов)                       |
| 2-й полусредний вес (до 74 кг) | Александр Фёдоров «Труд» (Свердловск)   | Акакий Окропиридзе Вооружённые Силы (Тбилиси) | Николай Козленков Вооружённые Силы (Липецк) А. Юрченко Вооружённые Силы (Киев)      |
| 1-й средний вес (до 82 кг)     | Виталий Быченок Вооружённые Силы (Киев) | Юрий Герасимов Вооружённые Силы (Ленинград)   | Владимир Соловьёв «Динамо» (Ленинград) Виктор Юрескул «Динамо» (Одесса)             |
| 2-й средний вес (до 90 кг)     | Николай Медведев «Труд» (Кстово)        | Владимир Хромов Вооружённые Силы (Омск)       | А. Дауров Вооружённые Силы (Майкоп) Кирилл Романовский ЦС ФиС (Москва)              |
| Полутяжёлый вес (до 100 кг)    | Александр Пушница «Динамо» (Омск)       | Антон Новик Вооружённые Силы (Минск)          | К. Симаков «Буревестник» (Саратов) С. Горюнов Вооружённые Силы (Киев)               |
| Тяжёлый вес (свыше 100 кг)     | Владимир Саунин Вооружённые Силы (Киев) | Владимир Шкалов «Труд» (Барнаул)              | Виталий Кузнецов Вооружённые Силы (Москва) Владимир Кливоденко «Динамо» (Волгоград) |